# Premi Iris d'Uruguai
Premi Iris (en castellàl: Premio Iris) és un premi a per a artistes de televisió, ràdio, cinema i música uruguaiana, atorgats pel diari El País publicat a Uruguai.
Van ser lliurats per primera vegada l'any 1983, tot i que no es van tornar a lliurar fins a 1995. Des d'aleshores es lliuren anualment. La cerimònia, que es realitza cada any, generalment és acompanyada d'un sopar, i reuneix famosos i estrelles de l'espectacle uruguaià. Des de 2010, els premis es transmeten en viu per televisió. Els guardons són lliurats pel diari El País i difosos en el suplement d'espectacles anomenat Sábado Show.
Els Premis Iris es van crear en els inicis de la dècada de 1980, es la mà d'el doctor Daniel Scheck, en aquest moment administrador de El País. El primer lliurament es va realitzar en 1982 i es van reprendre l'any 1995, quan va iniciar el procés Miguel Álvarez Montero, director de Sábado Show en aquest moment. En aquest any es va crear el màxim premi  Iris d'Or  que premia el més destacat de l'any. Des d'aquest any es lliuren anualment.
Des de 2003 es premia anualment, exceptuant el 2011, el  Iris a la Trajectòria. Premia la persona que decideixen els jutges, és molt important per al país i té una trajectòria important en el mateix. És l'únic premi que no és pel millor de l'any en aquesta categoria, ja que pot no estar treballant en aquest any.
A continuació hi ha els guanyadors de el premi en la dècada de l'2010s.
- 2010, Cristina Morán, conductora, Locutura i actriu.[2]
- 2012, China Zorrilla, actriu, comediantae i directora.[3]
- 2013, Julio Sánchez Padilla, periodista, empresari i polític.
- 2014, Juan Carlos López, presentador i periodista.
- 2016, Sergio Puglia, presentador, empresari i cuiner.
- 2017, Rubén Rada, cantautor, percucionista i presentador.
- 2018, María Noel Riccetto, ballarina clàssica.

## Galeria

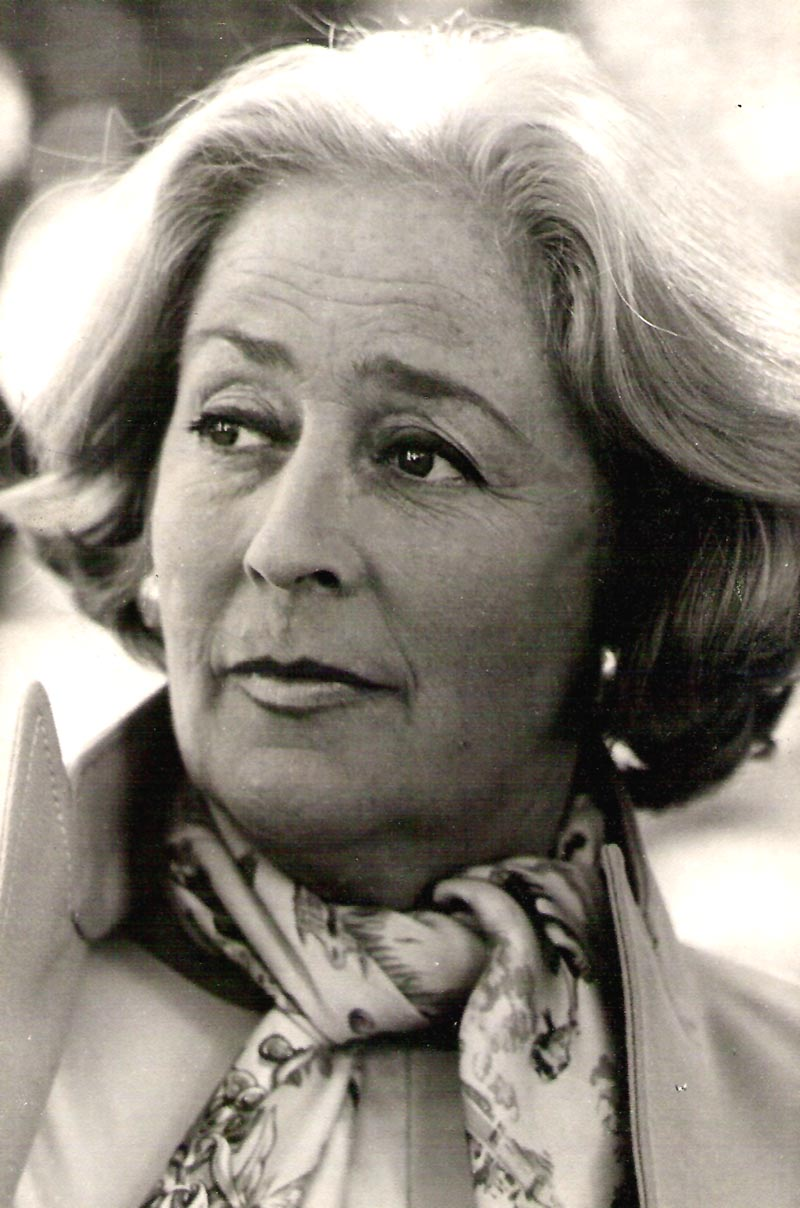
China Zorrilla
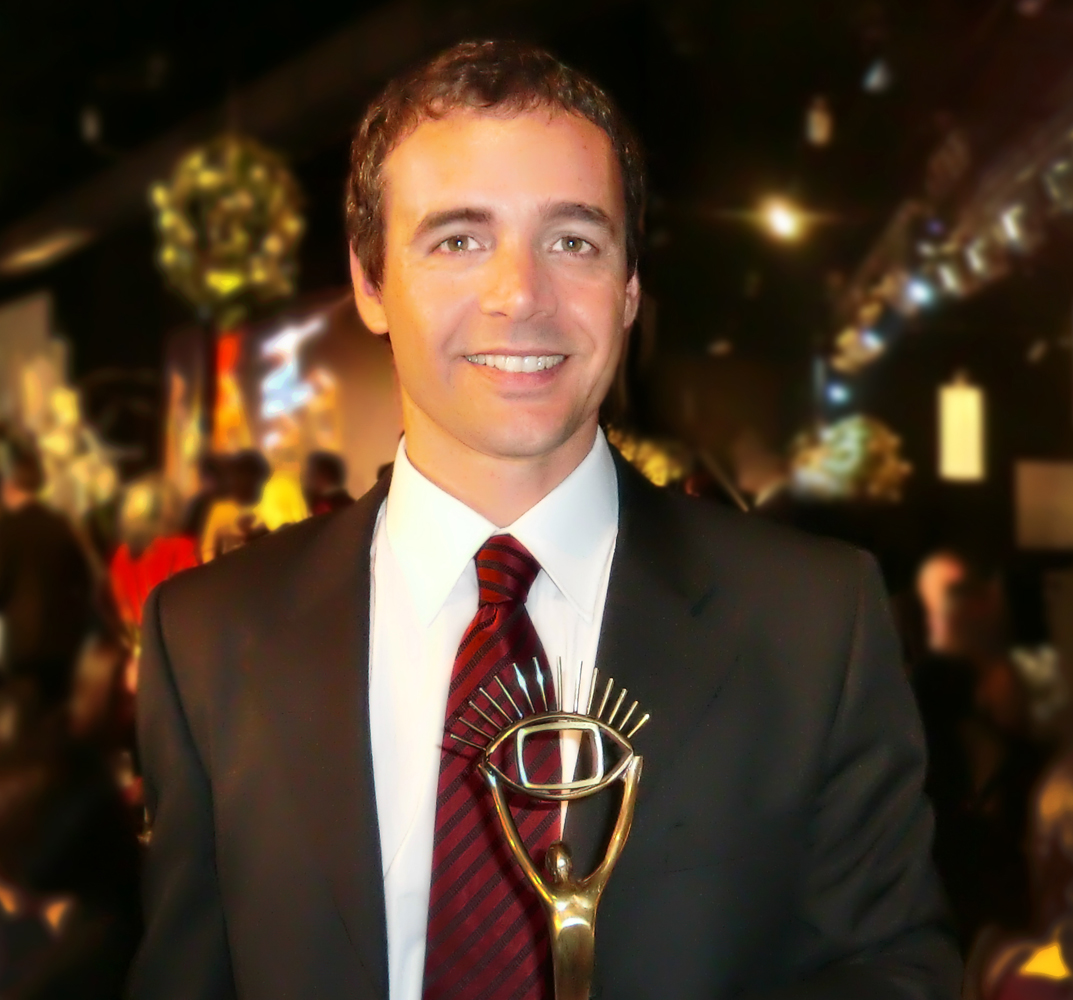
Sebastián Beltrame
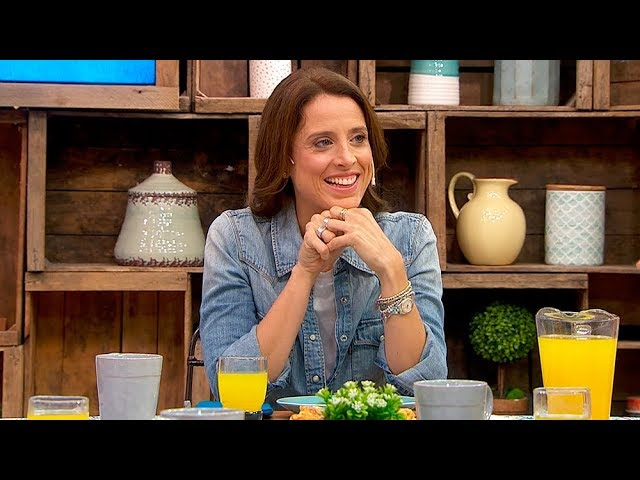
María Noel Riccetto
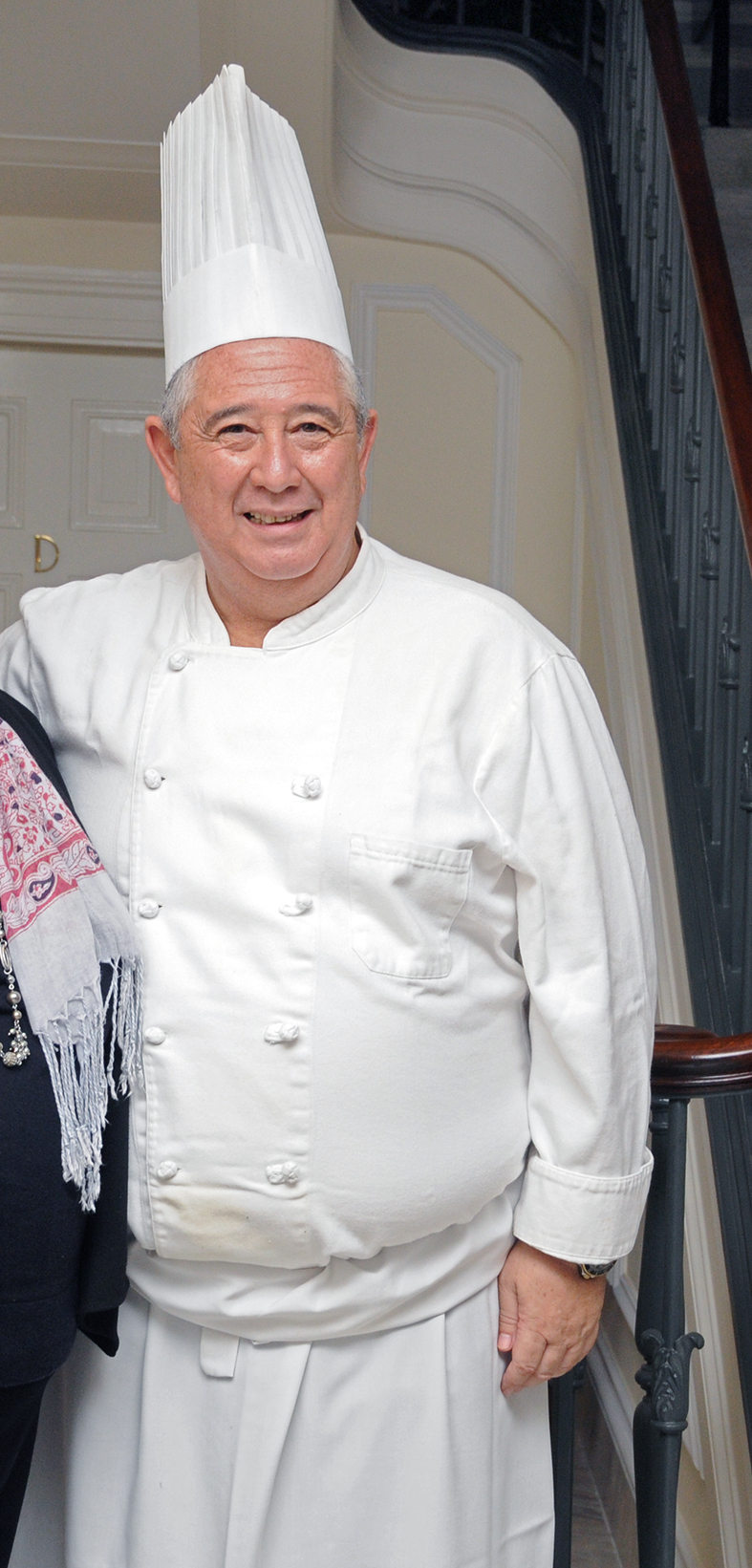
Sergio Puglia
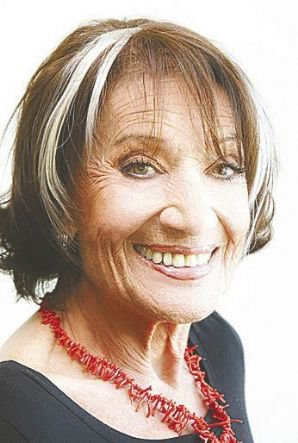
Cristina Morán